# Paz de Nisibis
El tratado de paz de Nisibis puso fin a la guerra entre el imperio romano y el imperio sasánida en 299. Firmado en Nisibis (actual Nusaybin, en Turquía, refleja la victoria romana en la guerra que enfrentó a los emperadores de la tetrarquía (en especial, Diocleciano y Galerio) contra Narsés de Armenia. 
Las condiciones en las que se firmó la paz de Nisibis fueron duras para el imperio persa: este debía ceder terreno a Roma, convirtiendo al Tigris en la frontera entre ambos. Además, Armenia volvía a control romano, con el fuerte de Ziatha como frontera y la iberia caucásica pasaría también a la esfera de control de Roma. Nisibis, ciudad ahora bajo el control romano, se convertiría en el único conducto para el comercio entre los dos imperios, y roma controlaría también las cinco satrapías entre el Tigris y Armenia. Dentro de estas regiones estaba el paso del Tigris a través del Antitauro, el paso de Bitlis (la ruta más rápida en dirección sur hacia la Armenia persa) y el acceso a la meseta de Tur Abdin. Con estos territorios Roma contaba con un puesto de avanzada al norte de Ctesifonte y podría ralentizar cualquier futuro ataque persa en la región. Tirídates también recuperaba el trono armenio, y Roma aseguraba una amplia zona de influencia cultural en la región. El hecho de que el imperio fuera capaz de mantener un esfuerzo de guerra tan constante en tantos frentes a la vez se ha visto como un signo de la eficacia del sistema de Diocleciano, así como de la buena aceptación que su gobierno tenía entre el ejército.
La paz se mantuvo durante algunas décadas hasta el surgimiento de Sapor II en la década de los años 330.